# Katastrofy a neštěstí 2006
Tento článek obsahuje seznam katastrof a neštěstí, které proběhly roku 2006.

## Leden
- 2. ledna – Pod tíhou sněhu se zřítila střecha zimního stadiónu v německém městě Bad Reichenhall. O život přišlo 15 lidí.
- 5. ledna – V posvátném islámském městě Mekka v Saúdské Arábii se zřítil hotel plný poutníků, kteří přijeli vykonat pouť hadždž. V troskách zahynulo 76 lidí.
- 12. ledna – Během obřadu kamenování Satana při muslimské pouti v Mekce bylo ušlapáno nejméně 345 poutníků.
- 19. ledna – Na severovýchodě Maďarska se zřítilo slovenské letadlo, kterým se vraceli domů vojáci z mise KFOR v Kosovu. Zahynulo 42 osob, jeden voják na palubě nehodu přežil.
- 23. ledna – Poblíž černohorského hlavního města Podgorice vykolejil vlak a zřítil se do hluboké propasti. Nehoda si vyžádala 44 obětí.
- 28. ledna – V polském Chořově poblíž Katovic se zřítila střecha výstavní haly. Zemřelo 62 lidí, mezi nimi i 3 Češi.

## Únor
- 3. února – V Rudém moři se potopil egyptský trajekt. Na jeho palubě bylo skoro 1400 osob. Podařilo se zachránit jen asi 400 lidí.
- 23. února – V Moskvě se zřítila střecha tržnice. V troskách zahynulo 65 lidí.

## Květen
- 3. května – Do Černého moře se zřítilo letadlo arménských aerolinií letící z Jerevanu, které se za špatného počasí pokoušelo přistát na letišti u ruského letoviska Soči. Nikdo ze 113 lidí na palubě nepřežil.
- 12. května – Na Hadím ostrově u nigerijského Lagosu vybuchl ropovod. Zahynulo nejméně 150 lidí. Výbuch zřejmě zavinili zloději, kteří ropovod navrtali a kradli z něj palivo.
- 22.–25. května – Záplavy a sesuvy půdy v severním Thajsku si vyžádaly nejméně 51 obětí.
- 27. května – Město Yogyakarta a okolí na indonéském ostrově Jáva zasáhlo zemětřesení o síle 6,3 stupně Richterovy stupnice. Vyžádalo si přes 5400 lidských životů.

## Červenec
- 3. července – Ve španělské Valencii vykolejila souprava metra. Neštěstí si vyžádalo 43 obětí.
- 9. července – Během přistávání v ruském Irkutsku letadlo na lince z Moskvy přejelo ranvej, narazilo do budovy a začalo hořet. Na jeho palubě bylo 203 osob, nejméně 127 z nich zahynulo.
- 10. července – Krátce po startu z pákistánského města Multan se zřítilo dopravní letadlo na vnitrostátní lince do Láhauru a Islámábádu. Všech 45 lidí na palubě zahynulo.
- 10. července – Severní Korea byla zasažena tajfunem a prudkými dešti, které způsobily záplavy. Podle jihokorejské humanitární organizace Good Friends si vyžádaly až 58 000 mrtvých nebo pohřešovaných. Oficiální severokorejská místa hovoří o stovkách mrtvých.
- 11. července – Sedm bomb vybuchlo v příměstských vlacích a na nádražích v indické Bombaji. Celkem usmrtily 207 lidí. K útokům se později přihlásila islámská militantní organizace Laškare kahhár.
- 14. července – Tropická bouře Bilis si v jihovýchodní Číně vyžádala přes 600 obětí. Evakuovány byly tři milióny lidí.
- 17. července – V Indickém oceánu vypuklo zemětřesení o síle 7,7 stupně Richterovy stupnice. Následná vlna tsunami zasáhla ostrov Jáva, kde usmrtila více než 500 lidí.

## Srpen
- 5.–20. srpna – Několik regionů Etiopie zasáhly silné povodně, které si vyžádaly více než 900 mrtvých. Nejhůře zasaženy byly oblasti kolem řek Omo, Tekezie a město Dire Dawa.
- 10. srpna – Jihovýchod Číny zasáhl tajfun Saomai. Vyžádal si nejméně 255 životů, milióny lidí musely být evakuovány. Podle meteorologů to byl nejhorší tajfun v Číně za posledních 50 let.
- 19. srpna – Nedaleko italského ostrova Lampedusa se potopila loď s ilegálními imigranty ze severní Afriky. Zachráněno bylo asi 70 osob, kromě nich bylo vytaženo z vody 10 mrtvých, asi 40 lidí je pohřešováno.
- 21. srpna – U egyptského města Kaljúb severně od Káhiry narazil jeden osobní vlak zezadu do druhého. Zahynulo nejméně 55 lidí. Nehodu zřejmě zavinil strojvedoucí, který projel signál „Stůj“.
- 22. srpna – Nedaleko ukrajinského Doněcka se zřejmě po zásahu bleskem zřítilo ruské dopravní letadlo na lince z Anapy do Petrohradu. Zahynulo všech 170 osob na palubě.
- 27. srpna – V Lexingtonu v americkém státě Kentucky krátce po startu havarovalo letadlo na lince do Atlanty. Na palubě bylo 50 lidí, přežil jen jeden z pilotů. Letadlo startovalo z nesprávné, příliš krátké ranveje.
- 29. srpna – V průmyslové zóně u iráckého města Díváníja vybuchl produktovod, když z něj místní obyvatelé čerpali palivo. Zahynulo 74 lidí.

## Září
- 1. září – V íránském městě Mašhad začalo během přistávání hořet letadlo se 147 lidmi, 29 z nich přišlo o život.
- 12. září – Nejméně 42 lidí bylo ušlapáno v tlačenici, která vypukla na stadiónu v jemenském městě Ibb během předvolebního mítinku prezidenta Alího Abdalláha Sáliha.
- 18.–22. září – Východní Indii a Bangladéš postihly prudké bouře a silné deště, které způsobily záplavy. Ty si vyžádaly životy nejméně 170 lidí, převážně bangladéšských rybářů.
- 22. září – V Německu u města Lingen narazil magnetický rychlovlak Transrapid během zkušební jízdy s cestujícími v rychlosti 200 km/h do dílenského vozu stojícího na trati. Zahynulo 23 osob.
- 28. září – Nad Filipínami se přehnal tajfun Xangsane, který si vyžádal nejméně 94 obětí a zničil přes 13 tisíc domů. Nejhůře byly zasaženy provincie Cavite, Quezon a Laguna. V neděli 1. října tajfun zasáhl Vietnam, kde zničil 5500 domů a usmrtil nejméně 15 osob, především v provincii Da Nang.
- 29. září – V Brazílii se do amazonské džungle zřítilo dopravní letadlo na lince Manaus – Brasília – Rio de Janeiro, nepřežil nikdo ze 155 lidí na palubě. Příčinou byla srážka s malým soukromým letounem, kterému se podařilo nouzově přistát.

## Říjen
- 8. října – Nedaleko města Huehuetenango v Guatemale se zřítil do propasti přeplněný autobus. Zahynulo 42 cestujících.
- 10. října – Záplavy způsobené tajfunem Xangsane v Thajsku a Myanmaru připravily o život nejméně 50 lidí.
- 16. října – Sebevražedný atentátník, patřící zřejmě k organizaci Tygři osvobození tamilského Ílamu, najel s autem plným výbušnin na konvoj vojenských vozidel ve vesnici Digampathana na Srí Lance. Následný výbuch zabil nejméně 92 lidí, zejména námořníků, ale i civilistů.
- 29. října – V Nigérii se krátce po startu z hlavního města Abuja zřítilo dopravní letadlo na vnitrostátní lince. Zahynulo 96 lidí, devět cestujících neštěstí přežilo. Mezi mrtvými je několik vysokých politiků včetně Mohammada Maccida, sultána státu Sokoto.
- 30. října – Při náletu pákistánských vzdušných sil na medresu v Badžauru zahynulo přibližně 80 lidí. Podle pákistánské armády ve škole probíhal výcvik teroristů organizace Al-Kajda, místní obyvatelé to však popírají.

## Listopad
- 1.–2. listopadu – Při záplavách v jihovýchodním Turecku zahynulo nejméně 32 lidí.
- 8. listopadu – Sebevražedný atentátník odpálil bombu v armádním výcvikovém táboře v pákistánském městě Dargaí. Usmrtil nejméně 42 vojáků. Pravděpodobně šlo o pomstu za bombardování medresy v Badžauru.
- 21. listopadu – V uhelném dole Halemba u polského města Ruda Śląska vybuchl metan. Zahynulo 23 horníků. Záchranná akce byla ukončena až 23. listopadu ráno, nikdo z pohřešovaných horníků však nebyl nalezen živý.
- 27. listopadu – V íránském Teheránu se krátce po startu zřítilo letadlo Islámských revolučních gard. Zahynulo 36 osob na palubě, dva vojáci nehodu přežili.
- 30. listopadu – Filipíny byly zasaženy tajfunem Durian, který způsobil rozsáhlé záplavy a sesuvy půdy na svazích sopky Mayon. O život přišlo více než tisíc lidí.

## Prosinec
- 2. prosince – Poblíž města Bhagalpúr ve východní Indii se zřítil silniční most na osobní vlak, v němž usmrtil nejméně 47 lidí.
- 4. prosince – Tajfun Durian, který dříve pustošil Filipíny, se změnil na tropickou bouři a zasáhl pobřeží Vietnamu, kde usmrtil nejméně 73 lidí, zničil přibližně 40 tisíc domů a potopil přes 860 rybářských lodí.
- 9. prosince – Při požáru léčebny pro drogově závislé v Moskvě přišlo o život 43 pacientek a dvě zaměstnankyně ústavu. Požár byl zřejmě založen úmyslně.
- 25. prosince – Při požáru obchodního domu ve filipínském městě Ormoc City uhořelo 24 lidí.
- 26. prosince – V nigerijském městě Lagos vybuchl ropovod, když do něj zloději navrtali díry a snažili se z něj krást ropu. Výbuch usmrtil nejméně 284 lidí.
- 27. prosince – U jemenských břehů lodě pobřežní stráže potopily dvě lodě s uprchlíky ze Somálska a Etiopie. Bylo potvrzeno 34 obětí, dalších 123 běženců se pohřešuje a s největší pravděpodobností jsou mrtví.
- 28. prosince – Záplavy a sesuvy půdy na indonéském ostrově Sumatra usmrtily nejméně 122 lidí. Se záplavami se potýká i sousední Malajsie.
- 30. prosince – U indonéského ostrova Jáva se potopil trajekt Senopati, plující z ostrova Borneo na Jávu. Podle ministra dopravy bylo na palubě oficiálně 638 lidí, některé zdroje však hovoří až o 850. Zachránit se podařilo asi 200 osob, nalezeno bylo 67 mrtvých těl.